# 関根伸夫
関根 伸夫（せきね のぶお、1942年9月19日 - 2019年5月13日）は、日本の現代美術家、彫刻家。多摩美術大学客員教授。埼玉県大宮市（現・さいたま市）生まれ。埼玉県と米カリフォルニア州に在住した。
1968年から1970年にかけて「もの派」をリードする作品を次々に発表。その後、「公共空間を活性化させるアート」に関心を移し、1973年、環境美術研究所を設立。東京都庁舎シティーホール前の《水の神殿》をはじめ、さまざまなモニュメントやプロジェクトを実現している。

## 来歴
- 1942年 9月19日 埼玉県大宮市に生まれる。
- 1961年 埼玉県立川越高等学校卒業。
- 1962年 多摩美術大学油絵科に入学。
- 1964年 多摩美の斎藤義重教室で指導を受ける。
- 1968年 3月 多摩美術大学大学院油画研究科修了。
- 1968年 4月 「トリックス・アンド・ヴィジョン　盗まれた眼」に《位相No.4》出品。
- 1968年 10月 第1回現代日本野外彫刻展に《位相-大地》を出品。その圧倒的な作品の強度が李禹煥らに注目され、「もの派」が生まれるきっかけとなった。
- 1968年 11月「長岡現代美術館賞展」に《位相-スポンジ》を出品、大賞を受賞。
- 1969年 4月　東京画廊での初個展に《位相-油土》を出品。
- 1970年 ヴェネツィア・ビエンナーレに《空相》を出品。これを機に2年間ヨーロッパに滞在。
- 1973年 環境美術研究所設立。
- 1978年 ヨーロッパ3国巡回個展。
- 1986年 「ジャポン・デ・アヴァン・ギャルド1910–1970」（ポンピドゥー・センター）に参加。
- 1987年 「永久の環」制作（千葉工業大学芝園キャンパス）。
- 1987年 「位相絵画展」を日本で巡回。
- 1994年 「戦後日本の前衛美術」（横浜美術館、グッゲンハイム美術館、サンフランシスコ近代美術館）に参加。
- 2002年 釜山彫刻プロジェクト。
- 2003年 「〈環境美術〉なるもの-関根伸夫展-」（川越市立美術館）。
- 2005年 「もの派−再考」（国立国際美術館）に参加。
- 2012年 2月「太陽へのレクイエム：もの派の美術」（Blum & Poe、ロサンゼルス）に参加。
- 2012年 11月 「Tokyo 1955–1970: A New Avant-Garde 」（ニューヨーク近代美術館)に 参加。
- 2019年 5月13日 居住する米国・カリフォルニア州の病院で亡くなった。76歳没。体調を崩し、療養していた[1]。

## 初期の作品
1962年から1968年まで、多摩美術大学絵画科に在籍し、斎藤義重と高松次郎に師事する。 高松次郎のイリュージョニスティックな絵と立体作品は当時の東京のアートシーンで中心的な存在だった。その影響を受け、関根の初期作品には視覚を惑わす傾向が見られる。1968年には、関根は東京画廊と村松画廊で開催されたグループ展「トリックス・アンド・ヴィジョン　盗まれた眼」に《位相No.4》という壁掛けの立体作品を出品する。これは、見る角度によって筒状の作品の全体が現れたり一部が隠れて断片的になるというトリックアート的な作品である。翌1969年の東京画廊での初個展では後述する《位相-油土》を出品している。

## 《位相-大地》
1968年10月に須磨離宮公園での第一回野外彫刻展に出品した《位相-大地》が、関根のターニングポイントになった。《位相-大地》は、大地に深さ2.7m、直径2.2mの円柱型の穴をうがち、掘り起こした土を穴と同じかたちに固めて隣に置いた作品である。小清水漸と吉田克朗も制作に携わった。この作品を関根は、位相空間による認識方法による「思考実験」だと考えている。関根はこう述べている。
思考実験は自分たちが考えた仮説が、正しいかどうか思考推論することであり、ある場合には現実の物理的事象を無視することができる ー略ー 地球に穴をあけ、そこから営々と土を掘り出すと、いつか地球は卵の殻の状態になる、さらに掴み出すと地球は反転しネガの状態になってしまう—関根伸夫、もの派—再考

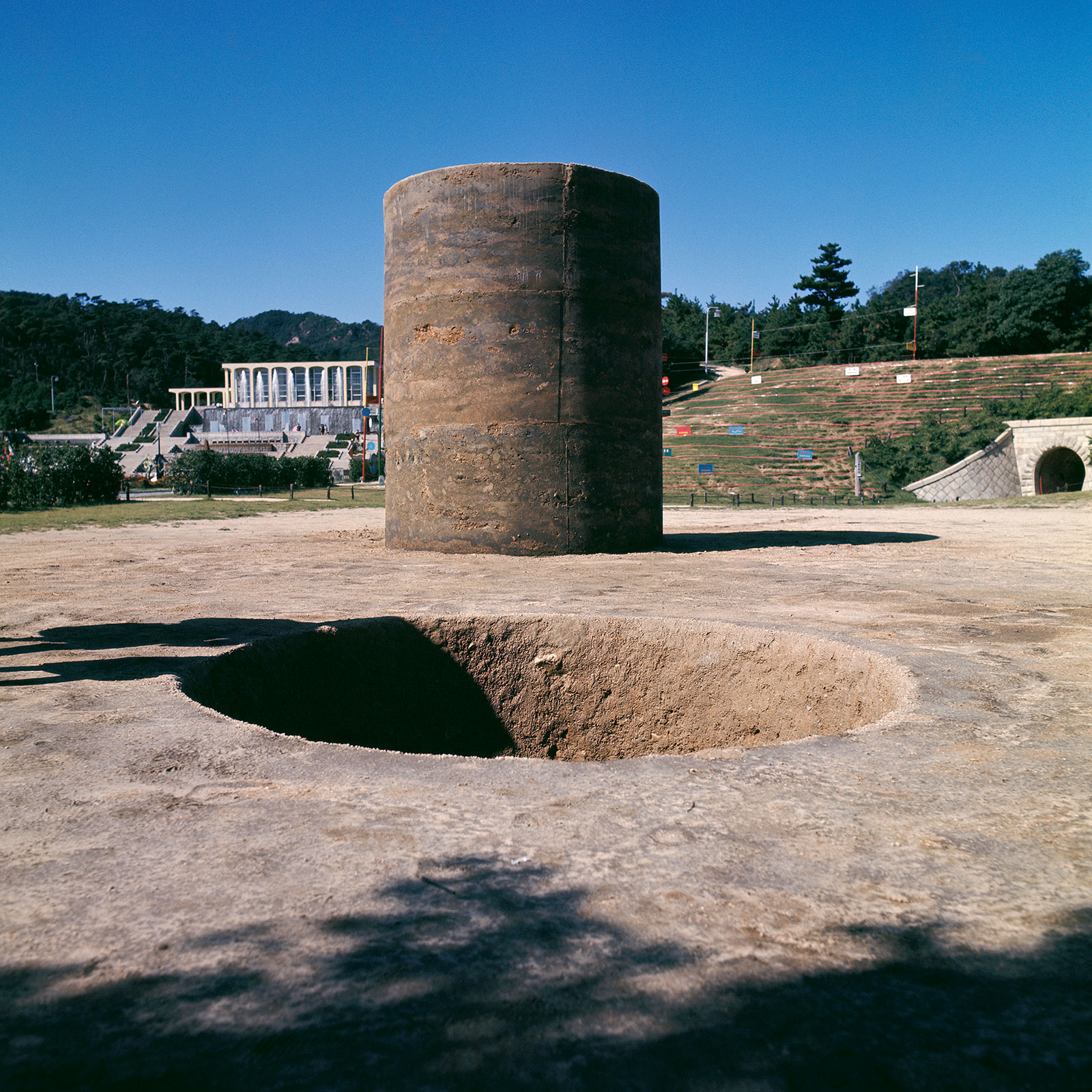
《位相-大地》1968年
大地、セメント
円柱: 220 x 270 (直径) cm, 穴: 220 x 270 (直径) cm
Courtesy of the artist
Photo by Osamu Murai

空間が連続変形しても変化しない性質を研究する数学の一種である位相幾何学においては、形、もの、空間の伸縮変形が可能であるとみなすことができる。位相幾何学の位相という概念が当時の関根にとって、いかに重要だったかが《位相-大地》には顕われているといえる。

## 他の重要な作品
《位相-スポンジ》は白い円筒状のスポンジの上に鉄板を乗せた、鉄板の重さによるスポンジの変化を見せる作品である。見る者は、形状が変化しても構造は変わらないこと、鉄板を外せば元のかたちにもどることを理解する。李禹煥はこの作品について下記のように述べている。「原始人であれば、ドルメンのように岩にただ岩を積み重ねるだけでよかったのかもしれない。今日という産業社会においては、それが円筒のスポンジに鉄板ということで、より自然な様相感をおぼえる」。

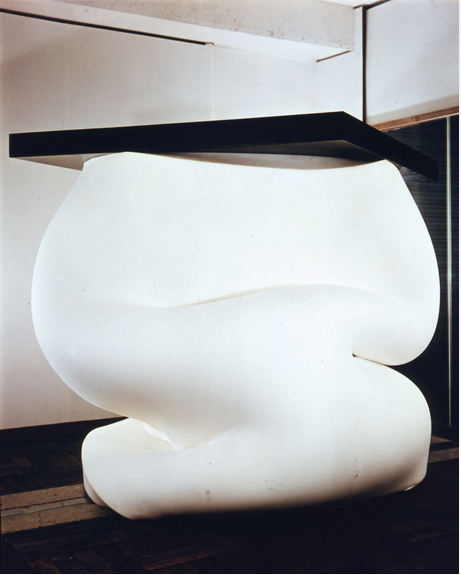
《位相-スポンジ》1968年
鉄板、スポンジ
130 x 120 x 120 cm
Courtesy of the artist
Photo by Eizaburō Hara

1969年の東京画廊での初個展では、巨大な油土の塊をそのままの状態で配置した《位相-油土》を出品する。観客は油土に触れ、その形を変えることができる。彫られたものかどうかに関わらず圧倒的な物体の前で「彫刻」とは一時的な存在にすぎないことを本作品では暗示している。

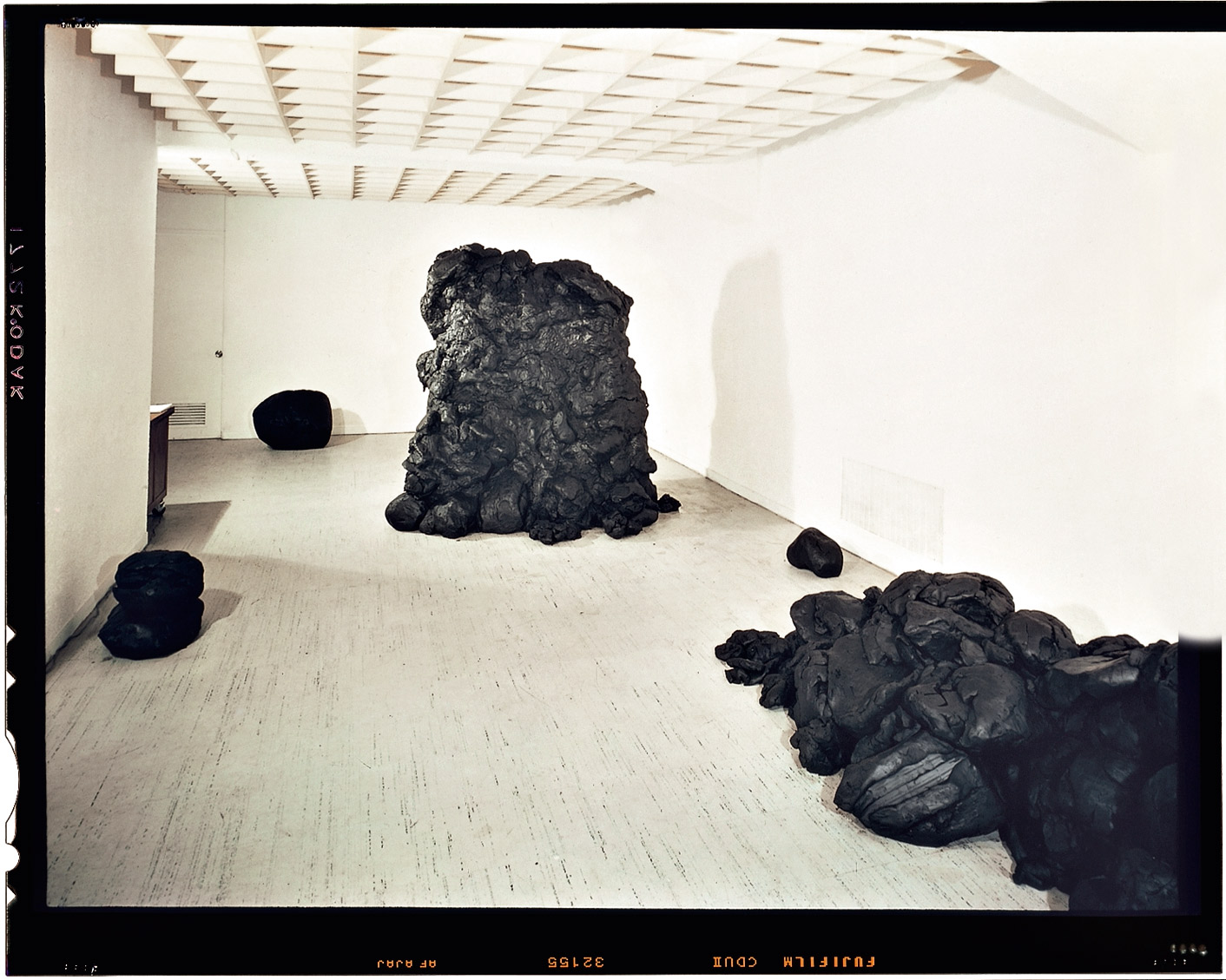
《空相-油土》1969年 油土、サイズ可変
東京画廊での展示風景 (1969年4月18日 - 5月2日)
Courtesy of the artist
Photo by Nobuo Sekine

本作品についてキュレーター、サイモン・グルームはこう語っている。

「あるがままの状態で存在する巨大な土の塊は、その圧倒的な物理的存在と、触りたいという我々の欲求の、絶え間ない緊張感のなかに存在している。 なぜ触れたいかというと、精神的に油土が無数の可能性を示唆するからかもしれないし、あるいは物理的に変形する素材の触覚自身に惹かれるからかもしれない」

《空相-水》（1969年）は、水をなみなみと注いだ二つの容器から構成される作品である。容器のひとつは高さ110cmの円筒状、もう一つは高さ30cmの直方体。 容器の外側が黒く塗られているために肉眼ではわからないが、表面に触れることでさざ波が立ち、鑑賞者は中身が水であることに気づく。

《空相-水》
1969年
鉄、ラッカー、水
30 x 220 x 160cm, 120 x 120 x 120cm
第9回現代日本美術展（東京都美術館 1969年5月10日
- 30日）での展示風景
Courtesy of the artist

## 空相/ヴェネツィア・ビエンナーレ
1970年、荒川修作と共にヴェネツィア・ビエンナーレの代表に選ばれた関根は、ステンレスミラー製の直方体の上に大きな岩が乗った《空相》という作品を出品する。 これは、ステンレス鋼に周りの風景が映りこむことによって、まるで岩が宙に浮いているかのように見える作品である。ヴェネツィア・ビエンナーレでの成功の後、ヨーロッパで数々の個展のオファーが関根に舞い込む。そのなかには関根の代表的な彫刻作品である《空相-黒》の巡回展も含まれていた。

## 空相-黒
《位相-大地》《空相-スポンジ》《空相-油土》と比べ知名度が低いものの重要な作品が、FRPでできた《空相-黒》である。これは、自然と人工を対比した作品で、床に横たわるでこぼこな塊のような形態から、トーテムポールのように佇む磨かれた幾何学的なかたちまで、およそ50体の立体によって構成されている。この作品制作を機に、 関根の興味はありのままの「もの」と変形可能性から固体の表面の品質へと大きく転換していく。 材料が石なのか、ガラスなのか、金属なのか、プラスチックなのかを意図的にわからないようにし、非対称に置かれた異なる要素を用いて、海や島や山といった広い景色を表現する禅寺の石庭のように、美的法則にのっとって立体を配置することで「位相的風景」を作りあげたのである。

また、2015年11月まで Palazzo Fortuny (ベネツィア) にて開催の「PROPORTIO」展にもこれらのシリーズが出展されている。

## 李禹煥との交流
1968年11月、関根はすぐ後に「もの派」 とその理論の支柱となる韓国生まれの作家、李禹煥と知り合った。李はソウルで老荘思想を学び、1956年に日本に移ってから、日本大学で近代西洋哲学を学んだ。李が関根の前衛的思考と作品を評価した一方で、関根は李の中に自らの制作と芸術観を支持する思想家としての存在を見出した。

1969年から1970年にかけて、様々な雑誌に李の「あるがままの世界」を開く「新しい構造」の出現についてのコメントが掲載された。 李は、「存在との出会い」、真実、そして対象/非対象といった区別からの自由を生み出す「場」に置かれた「もの」や「実体」の存在を指摘した。また、関根の行為は世界を対象化するのではなく、非対象の状態へ、知覚の地平へ解き放ち、それが含まれる世界をあらわにすることであると述べた。

## 展覧会
関根伸夫の初個展は1969年に東京画廊で開催された。以来、関根はヴェネツィア・ビエンナーレ（1970年）を筆頭に、コペンハーゲン、ジェノバ、ミラノ、東京、名古屋など各地で個展を行った。
1978年から1979年の間、《位相-黒》がクンストハル・デュッセンドルフ (ドイツ)、ルイジアナ近代美術館 (デンマーク)、クレラー・ミュラー美術館 (オランダ)、ヘニーオンスタッド美術館 (ノルウェー) を巡回した。
その後も関根の作品は、国立国際美術館で行われた「もの派—再考」（2005年）、グッゲンハイム美術館、サンフランシスコ近代美術館で行われた「戦後日本の前衛美術」（1994年）、パリのポンピドゥー・センターでの「ジャポン・デ・アヴァンギャルド1910-1970」（1986年）など大規模な展覧会に出品されている。
さらに、2012年2月に米ロサンゼルスのBlum & Poeギャラリーで行われた「太陽へのレクイエム：もの派の美術」展で紹介されたことを契機に、アメリカで関根が注目を集めることになった。これは、北米で初めて「もの派」 を検証した展覧会である。同年に、ニューヨーク近代美術館で催された「東京1955-1970」では、関根の作品が特集された。また、2014年1月には、同Blum & Poeギャラリーで、アメリカでの初個展が開催された。現在、関根伸夫はBlum & Poe（ロサンゼルス、ニューヨーク、東京）、東京画廊+BTAP（東京、北京）に所属している。

## パブリックコレクション
関根伸夫作品は箱根 彫刻の森美術館、原美術館、広島市現代美術館、ルイジアナ近代美術館（デンマーク）、国立国際美術館、世田谷美術館、ヘニーオンスタッド美術館（オスロ）、高松市美術館、豊田市美術館をはじめとする数多くの美術館のコレクションとして収蔵されている。

## 受賞
- 1967年「第十一回シェル美術賞展」佳作受賞
- 1968年「第八回現代日本美術展」東京都美術館　コンクール賞受賞、「神戸市須磨離宮公園現代彫刻展　夜（光）と彫刻　風と彫刻　水と彫刻」朝日新聞社賞受賞、「第五回長岡現代美術館賞展」大賞受賞
- 1969年「第一回現代国際彫刻展」 箱根彫刻の森美術館　コンクール賞受賞、「第六回パリビエンナーレ」 パリ市立近代美術館　留学賞受賞